# Fotolectura
La fotolectura es un método de lectura creado por Paul Scheele que se engloba dentro de las técnicas alternativas de lectura junto con los de la denominada Lectura Rápida. Presuntamente permite alcanzar altas velocidades de lectura al activar y utilizar ambos hemisferios cerebrales, basándose en una supuesta capacidad del hemisferio derecho del cerebro de “fotografiar” mentalmente cosas tales como páginas de libros, la cual es una tesis que no parece tener sustento real desde el punto de vista neurocientífico serio. Tampoco ha sido demostrada la presunción que este método hace de poder activar regiones de la corteza cerebral diferentes a las que normalmente intervienen en el proceso de lectura regular y no se tiene certeza de que semejante fenómeno neurológico sea siquiera posible. En cualquier caso, la Fotolectura no cuenta con ningún estudio riguroso e imparcial que respalde sus supuestos ni tampoco registra el uso de exámenes de fMRI para demostrar que sus planteamientos son ciertos o que el método realmente funciona. Los pocos experimentos realizados al respecto de la Fotolectura arrojaron resultados negativos sobre su eficacia real. 

## Técnica
El supuesto método se divide en cinco partes principales:
1. Preparación: Preparación del ambiente para un estado ideal de relajación y concentración.
2. Prelectura: Exploración previa del texto.
3. Fotolectura: Fotografía mental de las páginas de un libro o texto.
4. Activación: Uso de Mapas Mentales y otras técnicas de activación.
5. Lectura rápida: Rápida relectura del texto del principio al final sin detenerse.

En el primer paso se crea un ambiente agradable y relajado para la lectura, libre de distracciones, y se define un objetivo de lectura. En el segundo paso se explora el texto descifrando la estructura, los temas principales y secundarios, y leyendo introducciones, prólogos o breves reseñas biográficas del autor presentes en el libro. Se notan también las palabras "gatillo" que son las palabras más representativas de la temática del texto. En el siguiente paso se desarrolla la fotolectura, en ella se induce un estado de relajación en el que se pasan las páginas del libro con la vista desenfocada para supuestamente exponer el material a la mente inconsciente (técnica que no tiene fundamento científico). En el cuarto paso se activa conscientemente el material fotoleído mediante técnicas de algo llamado por Scheele "superlectura" y el uso de mapas mentales. En el último paso se realiza una lectura global del texto a velocidades variables para tomar cualquier detalle más que sirva al propósito establecido y haya sido pasado por alto.
El sistema ha sido tachado de pseudocientífico. Se trata de una teoría que postula que el ojo humano es capaz de fotografiar mentalmente una página entera de un libro, lo que desde el punto de vista de las ciencias cognitivas no tiene ningún fundamento. Por ahora, lo único que tiene es el testimonio de quienes la han usado.
El sistema de PhotoReading con la totalidad de la mente se ha actualizado.
Los pasos ahora son:
1. Preparación: Pone a tu mente en el canal adecuado para concentrarse.
2. Prelectura: Ahorra tiempo y dinero al elegir correctamente el material adecuado para realizar tu lectura.
3. Fotolectura: Vas a una velocidad exorbitante y en el canal adecuado para llevar a tu mente interna o inconsciente la información (es como llenar tu alacena y refrigerador con lo necesario para posteriormente cocinar el platillo deseado).
4. Poslectura: Organiza la información de acuerdo a tu propósito, por medio de preguntas, para un mejor uso de tu tiempo.
5. Activación: Comprende, avanza rápidamente y recuerda la información que deseas mientras disfrutas de este proceso, aquí empleas varias técnicas para lograr tu propósito con la lectura.

## Objeciones al sistema
En los Estados Unidos, la NASA realizó una estudio que concluía que el método no funciona. Según este estudio, la fotolectura no tiene más ventajas que las que brinda una lectura normal. 

## Enlaces relacionados
- Foro oficial de Learning Strategies (empresa comercializadora)

- Comunidad de interesados en aprender el sistema (altruistamente)

- Datos: Q996355